# Cihelna Čechtín
Cihelna v Čechtíně je cihelna v okrese Třebíč, postavená roku 1929 a od 3. května 1958 památkově chráněná. Patří ke třinácti dochovaným menším cihelnám na území České republiky.

## Historie a popis
Stavba z roku 1929 se sedlovou střechou a dvěma hřebenovými větráky, již podpírá řada dřevěných podpěr, stojí na jihu obce Čechtín. Nahradila starší jednokomorovou pec s manuálním provozem, jež měla kapacitu kolem 16 tisíc cihel. Postavena byla na zakázku Josefa Jaroše pražskou firmou bratří Vottových dle patentu Friedricha Eduarda Hoffmanna. Nově zde vznikl plně mechanizovaný provoz s deseti topnými komorami, z nichž odváděl kouř signifikantní 30 metrů vysoký komín.. Na komíně je umístěn vysílač. Výroba cihel probíhala pouze v létě, jelikož k ní bylo nutné slunečné počasí. V zimním období se cihly pouze vypalovaly a distribuovaly.
Prostory cihelny sloužily na konci druhé světové války jako provizorní ubytovny pro vojáky Rudé armády.
Po únoru 1948 připadla cihelna místnímu zemědělskému družstvu, které v ní provoz k roku 1979 ukončilo a adaptovalo její prostory na skladiště.
V bývalém hliništi cihelny se v letech 1991–1996 nacházela skládka komunálního odpadu.